# Dickson Nwakaeme
Dickson Nwakaeme Kabu (født 21. maj 1986) er en nigeriansk professionel fodboldspiller, som spiller for Kelantan FA i Malaysia. Han var lejet ud til AaB i efteråret 2010, men fik efter 9 kampe og 1 mål ikke forlænget sit ophold.